# Alūksne
Alūksne (în germană Marienberg) este un oraș din Letonia.

## Orașe înfrățite
- Joniškis, Lituania[2]